# Relent d'amour
Pour plus de détails, voir Fiche technique et Distribution.
Relent d'amour (For Scent-imental Reasons en anglais) est un cartoon américain Looney Tunes de 1949 réalisé par Chuck Jones mettant en scène Pépé le putois et Penelope Pussycat récompensé d'un Oscar du meilleur court métrage d'animation. 